# Teodorico III da Holanda

Brasão dos Condes da Holanda

Teodorico III da Holanda ou também Teodorico Hieroselymita, ou Dirk (993 - 27 de maio de 1039) foi conde da Holanda de 993 a 27 de maio de 1039. 

## Biografia
Dada a sua tenra idade esteve até 1005 sob regência de sua mãe. 
Teodorico III foi em peregrinação à Terra Santa em 1030, facto que lhe terá dado o apelido de "Hierosolymita".
A área territorial sobre a qual Teodorico III governava só passou a denominar-se como Holanda a partir de 1101, sendo até ali geralmente conhecida como Frísia Ocidental.
O próprio título do Conde Teodorico III era o Conde da Frísia. A Frísia ocidental era muito diferente da área (Norte e Holanda do Sul) de hoje. A maior parte do território era pantanoso e sujeito a inundações constantes e por isso muito pouco povoada. As principais áreas de habitação estavam nas dunas no litoral e em áreas elevadas próximas aos rios.

## Relações familiares
Foi filho de Arnulfo da Holanda e de (c. 955 - 18 de setembro de 990) e de Lutgarda do Luxemburgo, filha de Sigifredo do Luxemburgo (922 - 998) e de Edviges de Nordegávia (937 - 992). Casou com Otelinda de Haldensleben (? - 1044), filha de Bernardo I de Haldensleben, de quem teve:
1. Teodorico IV da Holanda (1020 - 13 de janeiro de 1049),  foi conde da Holanda, sucessor do pai;
2. Floris I da Holanda (Vlaardingen c. 1030 - assassinado em Guéldria, em 28 de junho de 1061) foi conde da Holanda. Casou-se com Gertrude da Saxónia[3][4] (1035 — 12 de Outubro de 1093) "o Frísio" conde da Flandres. Que foi além de marido também tutor para os filhos de seu casamento anterior, e como regente de seu enteado, até 1071,[5] filha de Bernardo II da Saxónia (995 - 29 de junho de 1059), duque da Saxónia e de Eilika de Schweinfurt,
3. Bertrada da Holanda, casada com Teodorico I de Katlenburg (1056 -?)
4. Suanehilde da Holanda, casada com Emmon de Looz (? - 5 de fevereiro de 1078)